# 青山修
青山修（あおやま おさむ、1948年-　）は、日本の司法書士・土地家屋調査士・行政書士。専門は不動産登記法・商業登記法。愛知県出身。登記に関する実務書を数多く執筆。
1971年愛知学院大学法学部卒業。司法書士や土地家屋調査士、行政書士を取得後、1976年青山修司法書士事務所を開設。同事務所代表。1998年名古屋大学大学院法学研究科民事法専攻修士課程修了。2005年東海学園大学人文学部・同人間健康学部非常勤講師（～2009年、法学担当）。また、日本土地法学会中部支部会員。愛知県司法書士会、愛知県土地家屋調査士会の評議員、幹事、広報委員等を歴任。この他、愛知県司法書士会、日本司法書士会連合会専門実務研修会など多くの研修会の講師を務める。

## 著書
- 『不動産担保利用マニュアル』新日本法規出版 1995
- 『登記用議事録作成の手引き : 株式会社・有限会社 商法ワンポイント解説付き』税務経理協会 1996初版、2004三訂版
- 『登記簿の見方・読み方がわかる本 : スッキリわかる!らくらく書ける!ポイント一夜漬!』かんき出版 1996
- 『合資・合名会社の法律と登記』新日本法規出版 1996
- 『建物の新築・増築・合体と所有権の帰属』新日本法規出版 1997
- 『図解相続人・相続分確定の実務 : 相続分計算と相続税務の基礎知識』新日本法規出版 1998
- 『図解株式会社法と登記の手続』新日本法規出版 1999
- 『不動産登記申請MEMO　権利登記編』新日本法規出版 1999初版・2009補訂新版
- 『民法の考え方と不動産登記の実務』共著　新日本法規出版 2000
- 『根抵当権の法律と登記』新日本法規 2000初版・2005改訂版
- 『共有に関する登記の実務』新日本法規出版 2000
- 『図解有限会社法と登記の手続』新日本法規出版 2001
- 『不動産取引の相手方:契約上の留意点と登記』新日本法規出版 2002
- 『商業登記申請memo』新日本法規出版 2002初版・2009補訂新版
- 『不動産登記簿の読み方がわかる本 : 豊富な登記例で権利関係がスッキリわかる!』かんき出版 2003
- 『合名・合資会社の登記実務』民事法研究会 2003
- 『登記名義人表示変更・更正登記の手引』新日本法規出版 2003初版・2009改訂
- 『登記簿から危ない会社を見抜く : 取引先の信用調査に役立てる』かんき出版 2004
- 『中小企業のための定款の見直し方と定款モデル例』税務経理協会 2006
- 『持分会社の登記実務 : 合名・合資・合同会社の設立から清算結了まで』民事法研究会 2007
- 『不動産登記事項証明書の正しい読み方 : 豊富な記載例で権利関係がスッキリわかる』かんき出版 2007
- 『親権・未成年後見の法律と登記』新日本法規出版 2008
- 『種類株式・種類株主総会の登記実務』新日本法規出版 2009
- 『仮登記の実務』新日本法規出版 2010
- 『Q&A不動産登記の基本としくみ : 法律知識をまるごと理解 : 売買・相続・贈与・遺贈』税務経理協会 2010
- 『不動産登記申請MEMO 土地表示登記編』新日本法規出版 2010
- 『利益相反行為の登記実務』新日本法規出版 2011.3
- 『商業登記申請Memo 持分会社編』新日本法規出版 2011
- 『用益権の登記実務』新日本法規出版 2012
- 『第三者の許可・同意・承諾と登記実務』新日本法規出版 2013
- 『相続の登記実務Q&A120問』きんざい 2013
- 『最新根抵当権実務』きんざい 2014
- 『会社計算書面と商業登記』新日本法規出版 2016
- 『抹消登記申請MEMO』新日本法規出版 2017
- 『Q＆A 抵当権の法律と登記』新日本法規出版 2018
- 『農地登記申請MEMO』新日本法規出版 2018